# Garapau
O garapau (Selar crumenophthalmus) é uma espécie de peixe teleósteo perciforme da família dos carangídeos. Tais peixes medem cerca de 40 cm de comprimento, contando com  olhos grandes que lhe rendem também o nome popular de "olhudo". São conhecidos ainda como chicharro, chicharro-de-olho-grande, garajuba, guarajuba, gurapau e olhudo.